# Portage (Indiana)
Portage è una città degli Stati Uniti d'America situata nella Contea di Porter, nello Stato dell'Indiana.
La popolazione era di 36.505 abitanti nel censimento del 2007.